# SpVgg 1908 Bautzen
SpVgg 1908 Bautzen was een Duitse voetbalclub uit de stad Bautzen, Saksen. De club bestond van 1908 tot 1945 en speelde in de schaduw van stadsrivaal Budissa.

## Geschiedenis
De club werd opgericht in 1908 als VfB 1908 Bautzen. Vanaf 1911 speelde de club in de competitie van Opper-Lausitz. Na een voorlaatste plaats in 1912 werd de club tweede, op drie clubs in 1913. Na dit seizoen fuseerde de club met SK 1909 Bautzen, dat de voorbije twee seizoenen alle wedstrijden verloren had, en werd zo SpVgg 1908 Bautzen. De fusieclub deed het nie tbeter en werd het volgende seizoen ook laatste. Door het uitbreken van de Eerste Wereldoorlog speelde de club twee jaar geen competitie en nam dan nog in 1916/17 deel, maar werd opnieuw laatste. 
In 1919 werd de competitie ondergebracht als tweede klasse van de Kreisliga Ostsachsen. In de praktijk speelden enkel clubs uit Dresden in de Kreisliga. In 1923 werd de Kreisliga ontbonden en werd de Opper-Lausitzse competitie als Gauliga in ere hersteld. Andermaal werd SpVgg laatste en degradeerde meteen. De club keerde na één seizoen terug maar werd ook nu laatste. 
Na drie jaar tweede klasse kon de club opnieuw promotie afdwingen en werd nu vijfde. Ook de volgende jaren eindigde de club in de middenmoot. Na 1933 werd de competitie in Duitsland grondig geherstructureerd. De Gauliga Sachsen werd nu de hoogste klasse en de clubs uit Opper-Lausitz werden hier niet voor geselecteerd. Als zevende in de stand kwalificeerde de club zich ook niet voor de Bezirksklasse en bleef in de Opper-Lausitzse competitie, die als Kreisklasse nog maar de derde klasse was. 
De club slaagde er niet meer in te promoveren naar de Gauliga. Na de Tweede Wereldoorlog werden alle Duitse voetbalclubs ontbonden. De club werd niet meer heropgericht.